# Országos Mini-Futball Szövetség
Az Országos Mini-Futball Szövetség (OMFSZ) Magyarországon működő, kispályás labdarúgással foglalkozó szervezet.
A kispályás labdarúgás napjaink legnépszerűbb amatőr magyarországi tömegsportja.

## Története
Évekkel ezelőtt elvált egymástól az UEFA és FIFA által preferált futsal a Magyarországon közismert 5+1-es játékrendszerű kispályás labdarúgástól.
2007-ben egy Németországban összeállt társaság alapította meg a kispályás labdarúgás először európai, majd 2013-ban világ szövetségi rendszerét. Innentől kezdve ez a kifejezetten amatőröknek deklarált sport világ (World Minifootball Federation), illetve európai szövetséget kapott (European Minifootball Federation). A Világszövetség megalakulásán dr. Molnár Andrea sportjogász már jelen volt. Ekkor elhatározta, hogy a minifoci hazai szövetségi rendszerét létre kell hozni. A jogi munka megkezdődött.
A szövetség tényleges magyarországi elindulása 2015-ben kezdődött, amikor az Alba Liga székesfehérvári kispályás labdarúgó bajnokság érdeklődésére az Európai Minifutball Szövetség (EMF) visszajelzett, hogy támogatja a magyarországi kispályás labdarúgás szövetségi megalakulását, valamint szívesen látja Magyarországot tagjai között. Tibor Dávid és dr. Molnár Andrea vezetésével, valamint az európai szövetség komoly segítségének köszönhetően a hatékony munka megkezdődött.
Az 1990-ben alakult országos hatáskörrel rendelkező szövetség 2015-ben sikeresen újjá alakult, melynek köszönhetően hazai szinten is elkezdődhetett a munka, a szövetség infrastrukturális és személyi feltételeinek a kezdeti célok eléréséhez szükséges megteremtése.
A jogi folyamatok 2015 júliusában újabb lendületet vettek, egy közgyűlés során elindultak, ahol megválasztották a szövetség új vezető testületét, elnökségét, felügyelő bizottságát.
A szövetség központi irodája Székesfehérváron lett kialakítva, elnöke Tibor Dávid. 
A szervezet hosszú távú stratégiája a magyarországi kispályás (5+1) labdarúgás jelenlegi rendszer európai elvárásoknak megfelelő átalakítása, az országos bajnokságok, válogató tornák megszervezése. A stratégia központi lényege a sportági szabályok országos szinten történő egységesítése, a sportág magas színvonalon történő fejlesztése, valamint a nemzetközi kupákon, bajnokságokon részt vevő válogatott kiváló szereplése.

## Vezető testület
- Szövetség vezetősége
  - Elnök: Tibor Dávid
  - Alelnökök: Balogh Tamás, dr. Molnár Andrea
  - Elnökségi tagok: Pinkóczi Tibor, Fehér Csaba
- Felügyelő Bizottság
  - Elnök: Dr. Tóth Richárd
  - Bizottsági tagok: Pécsi László, Róna Gábor György

## A kispályás labdarúgás hivatalos játékszabályai
Az Európai Minifutball Szövetség (EMF) által meghatározott, EMF miniEURO Európa-bajnokságon is alkalmazott kispályás labdarúgás szabályai lényegesen eltérnek a sok helyen játszott futsal szabályaitól.
Néhány fontos szabály:

### Technikai
- A játéktér borítása műfüves
- A játéktér mérete 46 m x 26 m
- A kapuméret 4 m x 2 m
- A labdaméret 5-ös

### Időmérés
- A mérkőzések mindkét félideje 20 perc
- A félidő 5 perces

### Csapatok, cserék
- 5 mezőnyjátékos és 1 kapus lehet a játéktéren
- Egy keretben maximum 15 játékos lehet
- Maximum 6, a csapatot képviselő személy ülhet le a kispadra a mérkőzés folyamán
- A cserélések száma korlátlan

### Felszerelés
- Sípcsontvédő kötelező
- Fröccsöntött, ill. fém stoplijú cipők használata nem megengedett. Csak műfüves cipő használható

### Játékvezetők
- Két játékvezető vezet minden meccset a szemközti oldalvonalak mentén
- A harmadik játékvezető a felezővonalnál adminisztrálja a cseréket, és ellenőrzi a kispadok viselkedését
- A negyedik játékvezető időmérőként tevékenykedik, és nyilvántartást vezet a gólokról, sárga lapokról, piros lapokról, és egyéb incidensekről

### Becsúszás
- A becsúszó szerelés nem engedélyezett
- Általános becsúszás a labda megállítása vagy kontrollálása érdekében akkor megengedett, ha nincs a közelben ellenfél játékos

### Gólszerzés, újrakezdés
- Kirúgásból, középkezdésből közvetlenül szerezhető gól
- Ha a labda az oldalvonalon kimegy a játékból, bedobás következik
- Ha az alapvonal mögött megy ki a labda, kapuskirúgás következik
- Szabadrúgás esetén a labda és az ellenfél játékosa közötti távolság 5 méter

### Fegyelmezési szankciók
- Sárga lapos büntetés esetén a vétkes csapatot nem sújtja emberhátrány
- A piros kártya kizárást eredményez az adott játékosnak a mérkőzés hátralévő időszakában, és a csapat 5 főre csökken 5 perc erejéig
- A két sárga lapot kapó játékos piros lapot kap, valamint nem játszhat a mérkőzés hátralévő részében. A csapat ekkor 5 főre csökken 5 perc erejéig

## Magyar kispályás válogatott
Az Európai Minifutball Szövetségbe történő tagfelvétel után Magyarország meghívást kapott a 2015. szeptember 21-27. között Vrsar-ban (Horvátország) megrendezett EMF miniEURO Európa-bajnokságra.
Mivel Magyarországnak ezidáig nem volt kispályás válogatottja, ezért az Országos Mini-Futball Szövetség 2015. augusztus 21-én országos válogató tornát szervezett Székesfehérváron. A tornán nyolc kiváló kispályás csapat versengett, melynek deklarált célja az volt, hogy megtalálják Magyarország legjobb 15 kispályás labdarúgóját, akik képviselik hazánkat a szeptemberi Európa-bajnokságon.

### Felkészülés
Az augusztusi tornát követően az újonnan kiválasztott válogatott bő kerete szeptember 1-jén elkezdte a felkészülést Budapesten.
A válogatott első hivatalos mérkőzéseit 2015. szeptember 12-én a Szlovák Minifutball Szövetség által Pozsonyban megrendezett nemzetközi tornán játszotta, ahol három ország képviseltette magát. A mieink mellett a rendező ország Szlovákia, illetve Ausztria legjobbjai vettek részt. A magyar csapat eredményei:
- Magyarország-Szlovákia 4-2
- Magyarország-Ausztria 6-1

A magyar kispályás válogatott ezzel a két győzelemmel bezsebelhette az első helyet története első nemzetközi tornáján.
A csapat ezek után meghívást kapott az ötszörös Európa-bajnok Románia ellen. A mérkőzésre szeptember 18-án Nagyváradon került sor, melynek végeredménye:
- Románia-Magyarország 1-1

### Válogatott játékosok szereplései és góljai
| Név              | Válogatott mérkőzés száma | Válogatott gólok száma | Poszt  |
| ---------------- | ------------------------- | ---------------------- | ------ |
| Sikur Lajos      | 6                         | 0                      | Kapus  |
| Retezi Károly    | 3                         | 0                      | Kapus  |
| Somogyi Szabolcs | 8                         | 1                      | Védő   |
| Kovács Norbert   | 6                         | 1                      | Védő   |
| Sipos Adrián     | 8                         | 0                      | Védő   |
| Gál József       | 6                         | 0                      | Védő   |
| Bozsoki Imre     | 4                         | 1                      | Védő   |
| Szölősi Tibor    | 5                         | 0                      | Támadó |
| Gál Dániel       | 5                         | 1                      | Támadó |
| Varga Csaba      | 6                         | 2                      | Támadó |
| Szűcs Richárd    | 6                         | 0                      | Támadó |
| Héger Attila     | 8                         | 2                      | Támadó |
| Juhász Dániel    | 7                         | 2                      | Támadó |
| Béres Ferenc     | 6                         | 4                      | Támadó |
| Berki Péter      | 6                         | 3                      | Támadó |
| Sós Márkó        | 2                         | 2                      | Támadó |
| Szögedi Szilárd  | 2                         | 1                      | Védő   |
| Szép Imre        | 2                         | 1                      | Támadó |
| Szabó Zsolt      | 1                         | 0                      | Védő   |

## miniEURO 2015 - Európa-bajnokság
A 2015. szeptember 21-27. között Vrsar-ban (Horvátország) megrendezett EMF miniEURO Európa-bajnokságra egy rendkívül jó felkészülést követően érkezett a magyar csapat.
A harminckét csapatos mezőnyben  a mieink a negyeddöntőben estek ki, éppen a házigazda horvátok ellen, utolsó percben kapott (0-1) góllal. Nagy Lajos szövetségi kapitány együttese a csoportmérkőzéseken meggyőző fölénnyel először Szlovéniát (3-0), majd Moldovát (1-0), végül Olaszországot (6-2) győzte le. A nyolcaddöntőben aztán Anglia következett, s a válogatottunk a gól nélküli mérkőzést követően hétméteresekkel 6-5-re nyert. A magyar csapat öt mérkőzésen, 200 játékperc alatt mindössze három gólt kapott, ez kispályán, 4x2 méteres kapura bravúros teljesítmény.
Az Európa-bajnokságot végül Románia nyerte meg éppen a minket búcsúztató Horvátország ellen.
- Csoportmérkőzések
  - Magyarország-Szlovénia 3-0
  - Magyarország-Moldova 1-0
  - Magyarország-Olaszország 6-2
- Nyolcaddöntő
  - Magyarország-Anglia 0-0, büntetőkkel 6-5
- Negyeddöntő
  - Magyarország-Horvátország 0-1

### A válogatott Európa-bajnoki kerete
- Edzők: Csernai Gábor, Balogh Tamás, Salacz Zoltán
- Kapusok: Retezi Károly, Sikur Lajos
- Mezőnyjátékosok: Somogyi Szabolcs, Kovács Norbert, Gál József, Sipos Adrián, Bozsoki Imre, Szölősi Tibor, Gál Dániel, Varga Csaba, Szűcs Richárd, Héger Attila, Juhász Dániel, Béres Ferenc, Berki Péter